# Gasontladingslamp
Een gasontladingslamp is een kunstmatige lichtbron waarin licht wordt gemaakt door een elektrische stroom door een geïoniseerd gas te sturen.
Kenmerkend bij deze lampen is dat de elektriciteit vloeit door een stof die slechts door bijzondere omstandigheden geleidend kan worden gemaakt. De lampen bestaan uit buizen van verschillende vorm, die gevuld zijn met een gas. Gebruikte gassen zijn neon, argon, xenon en krypton, in vele gevallen een mengsel van deze edelgassen. Vrijwel altijd zijn nog andere materialen in de buis aanwezig, zoals de metalen kwik of natrium, en voor sommige hogedruklampen metaalhalogenides. De ontlading vindt plaats tussen elektrodes die in de buis zijn ingesmolten.

## Werking
Door het gas loopt een elektrische stroom. De in de lamp aanwezige vrije elektronen en ionen geleiden de stroom: er vindt een gasontlading plaats. Vrije elektronen, die onder invloed van het aanwezige elektrische veld worden versneld, botsen met de atomen van het gas en met de metaalatomen. Bij deze botsing worden de elektronen, die zich in het hoogste energieniveau van het atoom bevinden aangeslagen naar een nog hoger energieniveau. Bij terugval naar het oorspronkelijk energieniveau wordt een foton oftewel elektromagnetische straling uitgezonden, soms in de vorm van zichtbaar licht, maar ook vaak in de vorm van ultraviolete straling. Deze straling wordt omgezet in zichtbaar licht door middel van fluorescerende stoffen aangebracht aan de binnenkant van de lamp.

## Geschiedenis

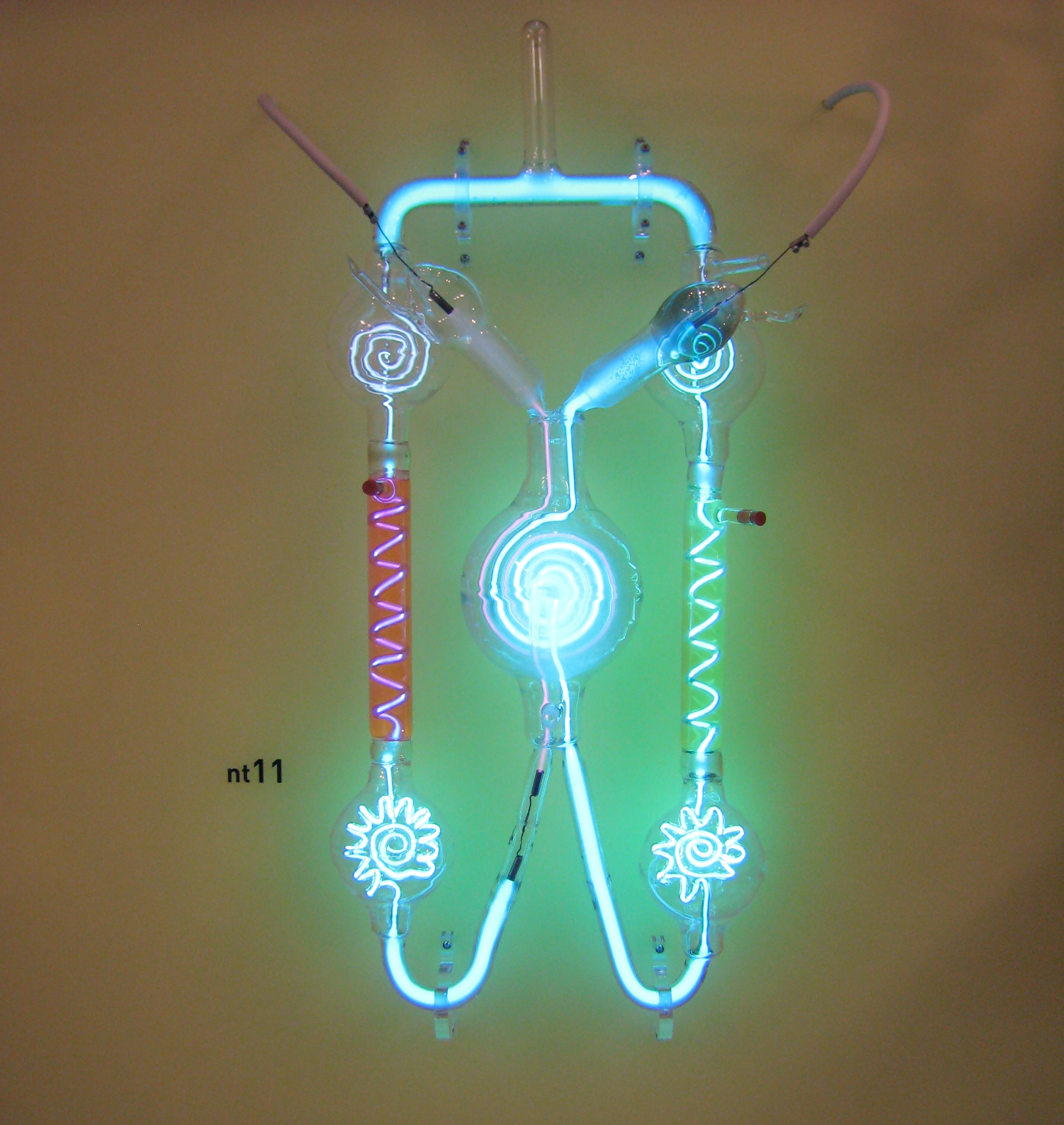
Geisslerbuis in bedrijf

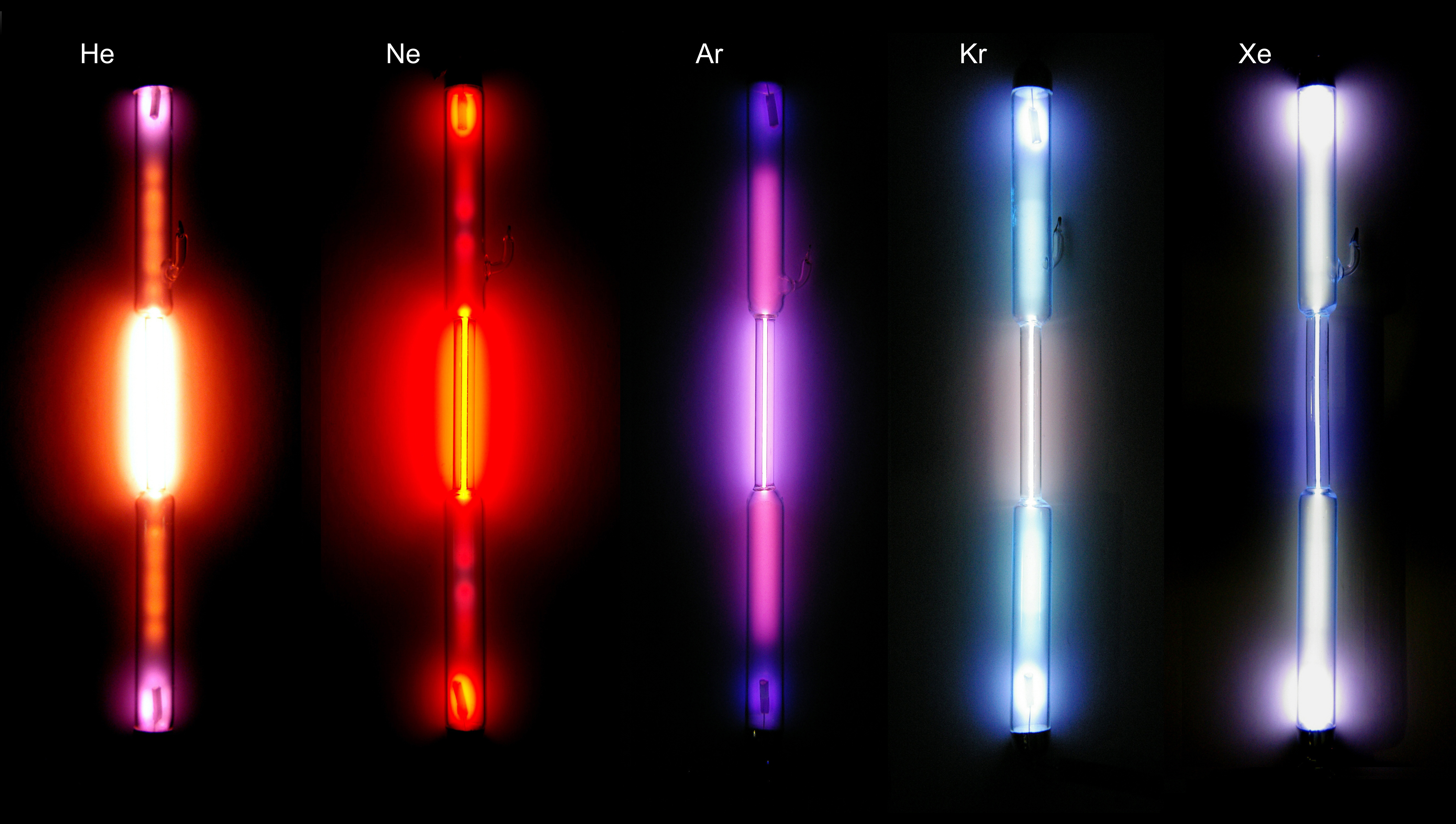
Edelgassen in gasontladingslampen

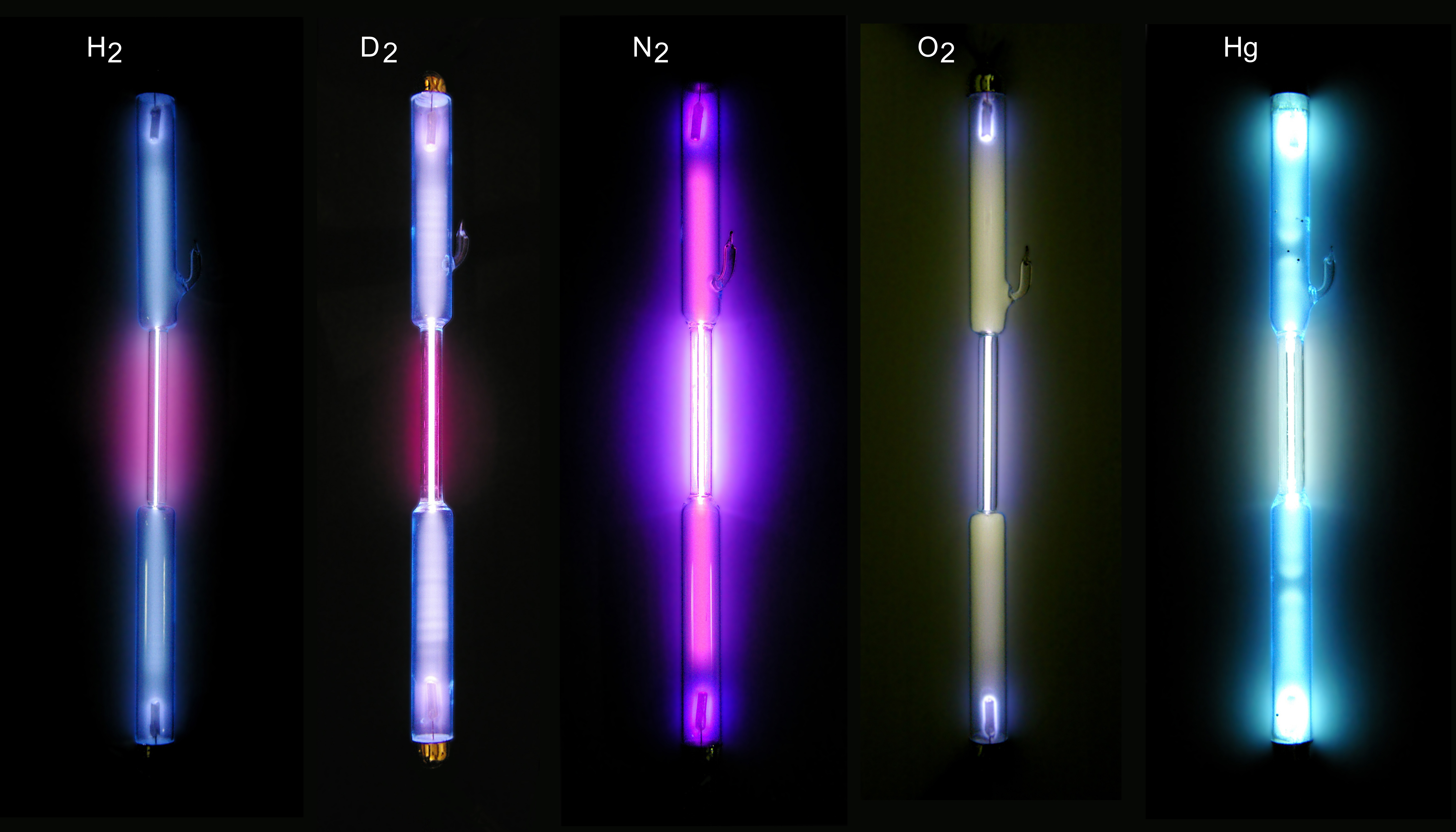
Andere gassen in gasontladingslampen

Francis Hauksbee demonstreerde in 1705 het opwekken van lichtverschijnselen in een glazen bol, waaruit de lucht gepompt was, maar met een beetje kwik erin. Hij deed dat door de bol zeer snel rond te draaien en zo door wrijving statische elektriciteit op te wekken. Naar aanleiding van studies van glimontladingsverschijnselen in edelgassen door Michael Faraday rond 1830 begonnen Julius Plücker en glasblazer Heinrich Geißler met systematische studies van gasontladingen in geëvacueerde glazen buizen met elektrodes. Verdere experimenten, uitgevoerd door Johann Wilhelm Hittorf, William Crookes en Eugen Goldstein, hadden als resultaat dat de lichtkleur van de gasontlading veranderde door toevoeging van andere gassen en dampen. In 1859 toonden Robert Bunsen en Gustav Kirchhoff aan dat elk chemisch element een specifieke verzameling kleuren uitstraalt.
In 1901 patenteerde de Amerikaan Peter Cooper-Hewitt een lagedrukkwiklamp, die door de Cooper-Hewitt Electric Co geproduceerd werd. Deze lampen gaven blauwgroen licht, maar Cooper-Hewitt gebruikte reeds fluorescerende materialen om ook wat meer rood in het licht te verkrijgen. De lampen werden voor fotobelichting en industriële toepassingen gebruikt, omdat ze veel meer licht gaven dan de toenmalige gloeilampen. Een bij atmosferische druk werkende lamp werd door de Duitsers R. Küch en T. Retschinsky in 1906 ontwikkeld en door Westinghouse op de markt gebracht.
In de jaren 1930 werden van zowel de hogedrukkwiklamp als de lagedrukkwiklamp (in vrijwel dezelfde vorm als de huidige tl-buis) al lampen gefabriceerd door General Electric en Philips. Beide lamptypen gebruikten fluorescerende materialen in de lamp om de uv-straling van het kwik in zichtbaar licht om te zetten. Daarnaast wordt ook het door kwik opgewekte zichtbare licht doorgelaten. Van meet af aan waren de hogedrukkwiklampen dubbelwandig. De ontwikkeling van de hogedruklampen werd vooral bemoeilijkt doordat men nog niet de juiste materialen had voor elektrodes en binnenballon, die de bij dit type lamp optredende zeer hoge temperaturen moeten kunnen verdragen. Na 1960 werd de hogedrukkwiklamp verder ontwikkeld tot de metaalhalidelamp. Dit type lamp werkt bij zeer hoge temperaturen (600 tot 1000 °C voor de binnenballon) en heeft naast de eigenschap vrijwel wit licht te geven, ook een vrij hoge lichtopbrengst van 100 lumen per watt.
De productie van natriumlampen begon in 1931 (Philips, General Electric, Osram), vooral mogelijk gemaakt door het door Arthur Compton in 1920 ontwikkelde boorglas, dat bestand is tegen natrium. Midden zestiger jaren van de vorige eeuw, toen het keramische materiaal dat voor de hogedruknatriumlamp nodig is beschikbaar kwam, kon de productie van dat lamptype beginnen.

## Uitvoeringen
Afhankelijk van de druk van het vulgas in de gasontladingslamp spreekt men van lage- of hogedrukgasontladingslampen.

### Lagedrukgasontladingslampen
Hiertoe behoren de klassieke tl-lampen (Tubular Lamp of Tube Luminescente), een buislamp die zeer veel in huis en kantoor wordt gebruikt. Ook spaarlampen zijn van dit type. Om de kleur van het licht van gasontladingslampen te beïnvloeden wordt bij tl-buizen de binnenzijde van de ontladingsbuis bedekt met een fluorescentielaag die de uv-straling die ontstaat bij de ontlading omzet in zichtbaar licht in een bepaalde kleur.
Een ander type lagedruklamp is de lagedruknatriumlamp, die vooral voor straatverlichting wordt gebruikt. Deze lampen geven monochromatisch geel licht, hetgeen bij veel andere toepassingen ongewenst is. Ze hebben van alle gasontladingslampen de hoogste lichtopbrengst (200 lumen per watt).

### Hogedrukgasontladingslampen
De druk in deze lampen kan oplopen van enkele tientallen bar tot meer dan 100 bar. Deze lampen zijn bij het brede publiek minder bekend, alhoewel zij zeer verbreid worden toegepast, meestal in professionele toepassingen. Voor verlichting in tankstations, etalageverlichting, verlichting in grotere winkels, van sportterreinen en hoge (fabrieks)hallen gebruikt men in veel gevallen hogedrukgasontlading in de vorm van metaalhalidelampen. Deze lampen geven vrijwel wit licht en vervangen steeds vaker de oudere hogedrukkwiklampen.
Ook de lampen in beamers zijn hogedrukgasontladingslampen. De spots die gebruikt worden bij grote evenementen en ook de stadionverlichting in voetbalstadions zijn bijna altijd op basis van hogedrukgasontlading. In de meeste toepassingen zal de leek geen verschil zien met de beter bekende halogeenlampen. Ook de koplampen van moderne auto's zijn vaak hogedrukgasontladingslampen, deze zijn herkenbaar aan een blauwachtig licht (xenonlamp). Voor straatverlichting worden vaak hogedruknatriumlampen toegepast. Deze geven een wat oranje-geelachtig licht, maar de kleurweergave bij deze lampen is veel beter dan die van de lagedruknatriumlamp. Voor straatverlichting worden ook nog de oudere hogedrukkwiklampen toegepast, die wit licht afgeven.
Waar de temperatuur in het gas bij lage druk beperkt blijft tot enkel tientallen graden Celsius, kan het gas in een hogedrukgasontladingslamp een temperatuur van meer dan 1000 °C halen. Deze hoge temperatuur laat andere ionen in het gas toe door toevoeging van (soms meerdere) zouten, kwik en/of broom. In veel gevallen zullen de zouten bromiden of jodiden zijn omdat dit de levensduur van de lamp positief beïnvloedt. Het metaal in het zout zorgt dan voor een specifiek spectrum en lichtkleur. Dit maakt de samenstelling van deze zouten erg belangrijk om een zo correct mogelijke kleurweergave te krijgen.

### Andere gasontladingslampen
- Flitslampen, gebruikt in elektronenflitsers
- Neonlampen voor lichtreclame
- Xenon projectielamp
- Diverse soorten UV lampen, met kwikvulling en kwarts lampglas (uitharding van lakken, waterzuivering, lichaamsbruining, en bij de productie van IC's).
- Inductielamp

## Voorschakelapparatuur
Een gasontladingslamp kan niet, zoals een gloeilamp, direct op een spanningsbron zoals het lichtnet of een accu worden aangesloten. De meeste lampen zullen niet ontsteken, omdat daarvoor een hoge spanning nodig is. Als de lamp echter eenmaal ontstoken is, zou zonder verdere maatregelen de stroom onbeperkt toenemen door een sterke ionisatie van het gas in de lamp, waardoor de lamp defect zou raken.
De eenvoudigste vorm van stroombegrenzing is een weerstand in serie geschakeld met het neonsignaallampje in een spanningszoeker. Meestal wordt echter een voorschakelapparaat gebruikt, in de vorm van een spoel. In dat geval heeft de wisselstroom door de lamp de frequentie van het openbare elektriciteitsnet, in Europa 50 hertz. Het licht van de lamp varieert dan met een frequentie van 100 hertz. Om een hoge spanning, nodig voor het starten van de lamp op te wekken, worden meestal aparte starters gebruikt. Bij elektronische voorschakelapparaten is de startfunctie meestal in het voorschakelapparaat geïntegreerd. Elektronische voorschakelapparaten genereren een hogere frequentie om de lamp te voeden. Deze kan variëren van 400 Hz voor zeer grote vermogens metaalhalidelampen tot 13 MHz voor sommige inductielampen. Meestal ligt de werkfrequentie echter tussen 20 en 100 kHz.
Elektronische voorschakelapparaten zijn ook nodig als een accu als voedingsbron wordt gebruikt. Dat gebeurt bijvoorbeeld om tl-lampen in bussen en treinen aan te sluiten, of metaalhalidelampen in de koplampen van duurdere auto's. De batterijspanning is immers te laag om de lamp te doen branden. Daarom moet de gelijkspanning van de batterij eerst omgezet worden naar wisselspanning en dan naar een hogere spanning gebracht worden met een transformator. Zo'n transformator werkt beter bij hogere frequenties.